# Лустало, Элизе
Элизе Лустало (25 декабря 1761 или 12 апреля 1762, Сен-Жан-д’Анжели — 19 сентября 1790, Париж) — французский адвокат при бордоском парламенте, журналист и редактор.

## Биография

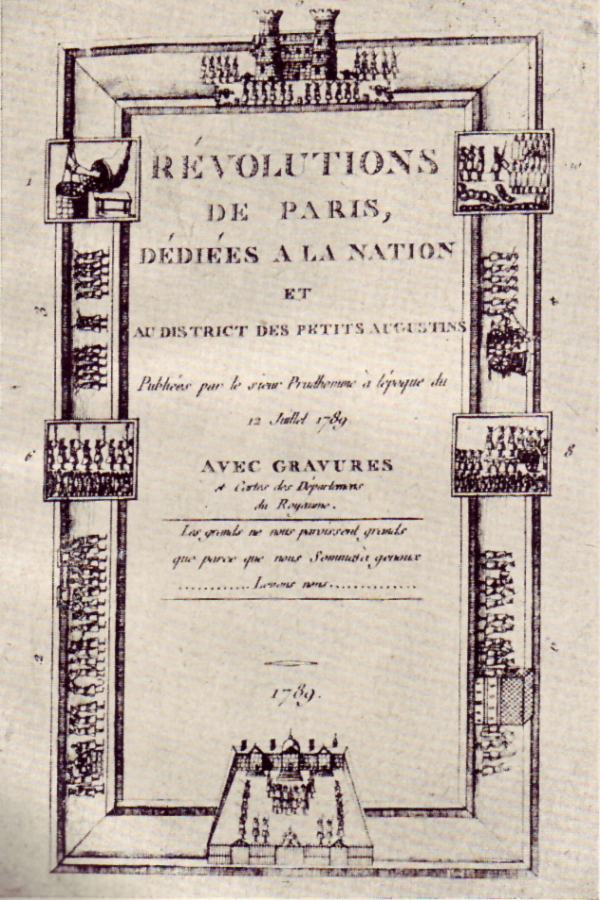
Обложка первого выпуска «Révolutions de Paris», 17 июля 1789

Происходил из протестантской семьи, точная дата рождения неизвестна. Изучал гуманитарные науки и риторику в бенедиктинском колледже в Сенте, затем, в 1778 году, философию в Пуатье, где получил степень доктора философии и в 1780 году поступил на юридический факультет Бордоского университета, став адвокатом 5 февраля 1783 года и первоначально вернувшись в родной город, получив там практику.
22 января 1784 года вернулся в Бордо и стал адвокатом при городском парламенте. В начале 1787 года переехал в Париж и первые два года зарабатывал анонимным написанием статей и переводами.
В 1789 году стал одним из сотрудников Прюдома в журнале «Révolutions de Paris», основанию которого он много содействовал и к которому написал вступительную статью. Друг якобинцев и кордельеров, Лустало с твёрдым убеждением защищал их принципы; особенно известна его речь 30 июня 1789 года на Пале-Рояль.
Точные причины ранней смерти неизвестны: упоминается, что Лустало обладал слабым здоровьем и серьёзно заболел «переутомлением» 4 сентября 1790 года, умерев спустя две недели. Когда он умер, несколько парижских секций носили по нём траур три дня.